# 牧野耕二
牧野 耕二（まきの こうじ、1914年3月7日 - 2003年4月17日）は、日本の経営者。住友信託銀行社長を務めた。兵庫県神戸市出身。

## 経歴
1939年に東京帝国大学経済学部商業学科を卒業し、同年に住友信託銀行に入行。1960年5月に取締役に就任し、1963年11月に常務、1969年5月に専務、1972年5月に副社長を経て、1976年9月には社長に就任。1979年9月に会長に就任し、1984年6月に取締役相談役を経て、1990年6月には相談役に就任。
関西経済同友会幹事、南海電気鉄道、江崎グリコ、読売テレビ放送で各取締役なども歴任。
2003年4月17日に膵臓癌のために死去。89歳没。